# Медаль «За безупречную службу» (МЧС)
Меда́ль «За безупре́чную слу́жбу» — ведомственная медаль МЧС России, учреждённая приказом Министра по чрезвычайным ситуациям Российской Федерации № 628 от 18 декабря 2000 года.

## Правила награждения
Согласно Положению медалью «За безупречную службу» награждаются военнослужащие войск гражданской обороны и лица гражданского персонала МЧС России за безупречное выполнение своего профессионального долга, награждённые ранее государственными или ведомственными наградами и прослужившие в системе ГКЧС — МЧС России не менее 15 лет.

## Описание медали
Медаль изготавливается из бронзы золотистого цвета; имеет форму круга диаметром 32 мм с выпуклым бортиком с обеих сторон. На лицевой стороне медали изображена большая эмблема МЧС России, которая представляет собой изображение двуглавого орла со щитом на груди. В центре щита расположена Белая Звезда Надежды и Спасения. Щит покрыт эмалью, цвет которой варьируется от лазурного до крапового. На более поздних медалях эмаль отсутствует. По окружности выше эмблемы размещена рельефная надпись «За безупречную службу». На оборотной стороне в две строки размещена надпись «МЧС России», под надписью — рельефное изображение перекрещенных лавровых ветвей.
Медаль при помощи ушка и кольца соединяется с пятиугольной колодкой, обтянутой голубой шёлковой муаровой лентой шириной 24 мм лентой с оранжевыми полосками по краям; ширина полосок — 3 мм.